# 浦野モモ
浦野 モモ（うらの モモ、1999年7月26日 - ）は、日本テレビのアナウンサー。

## 来歴
- 日本女子大学附属中学校・高等学校、日本女子大学文学部英文学科卒業[1]。
- 2022年4月1日、日本テレビにアナウンサーとして入社[3]。
- 同期は、林田美学[4]。林田とは日本テレビイベントコンパニオン（日テレイベコン）以来の親友。2022年7月18日放送の『ZIP!』で初鳴き[5]。
- 南海放送の高野真子とは就活で知り合いそれ以来の親友。

## 人物
- 名前はドイツの児童文学『モモ』（ミヒャエル・エンデ）が由来[3][1][6]。
- 3歳から18年間クラシックバレエをしていた[3][1]。ちなみに日本テレビの先輩である後呂有紗は、日本女子大学附属中学校・高等学校、日本女子大学文学部の先輩にあたる。また、同じく日本テレビの先輩・安藤翔の妻・花里まなは、浦野が所属していたバレエ団の先輩。
- 小学生の頃、池袋のデパートの北海道展で、当時『ヒルナンデス!』出演者だった水卜麻美に遭遇して以来『ZIP!』で初共演を果たした[4]。その中で「小学生の頃、池袋のデパートの北海道展で水卜さんが『ヒルナンデス！』のロケにいらしていて。思わず“私もアナウンサーになりたいんです！”と話しかけたら、私のためにかがんで、まっすぐ目を見て“なれるよ”って言ってくださったんです。それだけを信じて、後輩になれました」 — ZIP 2022年7月18日[7]と語り水卜を驚かせた[7]。
- 大学2年時の2019年4月10日から2020年3月25日まで日本テレビ系『Oha!4 NEWS LIVE』に出演。[要出典]
- 2023年7月1日付で社長室宇宙ビジネス事務局を兼務。
- 資格：中型自動車免許[8][9]、天文宇宙検定3級[10]、ラーメンソムリエ[10]。

## 出演番組
- 日テレNEWS24（2022年7月28日 - ） - キャスター（平日昼枠・不定期）
- 全国直送ニュースバラエティー SHOWチャンネル（2022年9月3日 - 2023年3月25日）- 進行[11]
- news every.
  - 河出奈都美の代理（2022年9月5日 - 7日）[12]
  - 市來玲奈の代理（2022年9月15日・16日）
  - 年始版キャスター（2024年1月2日）[13]
- ヒルナンデス!
  - 滝菜月の代理（2022年9月8日・11月7日）
  - 篠原光の代理（2022年10月19日）
  - アシスタント（2023年1月5日 - ）[14]
- オードリーのNFL倶楽部（2022年9月15日[15] - 12月29日[16]）- アシスタント[17]
- バゲット（2022年10月3日 - 12月26日）- 隔週月曜レギュラー
- Oha!4 NEWS LIVE（2022年10月7日 - 12月23日）- 金曜メインキャスター